# Bellardiella martensiana
Bellardiella martensiana is een slakkensoort uit de familie van de Pupinidae. De wetenschappelijke naam van de soort werd voor het eerst geldig gepubliceerd in 1883 door Tapparone Canefri.